# Standfussiana elbursica
Standfussiana elbursica là một loài bướm đêm trong họ Noctuidae.